# Scopula purissima
Scopula purissima är en fjärilsart som beskrevs av Alexander Michailovitsch Djakonov 1926. Scopula purissima ingår i släktet Scopula och familjen mätare. Inga underarter finns listade.